# Peter Rabbit (pel·lícula)
Peter Rabbit és una pel·lícula de 2018 de comèdia en imatge real/animació per ordinador dirigida per Will Gluck i escrita per Rob Lieber i Gluck, basada en les històries de Peter Rabbit creades per Beatrix Potter. La pel·lícula compta amb la veu de James Corden com el personatge principal, amb Rose Byrne, Domhnall Gleeson, Sam Neill, Daisy Ridley, Elizabeth Debicki, i Margot Robbie també formant part del repartiment. La pel·lícula va ser estrenada el 9 de febrer de 2018. Hi ha una seqüela programada pel 7 de febrer de 2020. S'ha subtitulat al català.

## Repartiment
- Domhnall Gleeson com Thomas McGregor / Mr. Jeremy Fisher (veu)
- Rose Byrne com Bea / Jemima Puddle-Duck (veu)
- Sam Neill com Mr. Joe McGregor / Tommy Brock (veu)
- Marianne Jean-Baptiste com a Gerent General de Harrods
- Felix Williamson com Derek

### Repartiment de veus
- James Corden com Peter Rabbit
- Daisy Ridley com Cottontail Rabbit
- Margot Robbie com Flopsy Rabbit i el Narrador
- Elizabeth Debicki com Mopsy Rabbit
- Colin Moody com Benjamin Bunny
- Sia com Mrs. Tiggy-Winkle
- Fayssal Bazzi com Mr. Tod
- Ewen Leslie com Pigling Bland
- Christian Gazal com Felix D'eer
- Rachel Ward com Josephine Rabbit
- Bryan Brown com Mr. Rabbit
- David Wenham com Johnny Town-Mouse
- Will Reichelt com JW Rooster II

Els Pardals Cantants són interpretats per Jessica Freedman, Shana Halligan, Katharine Hoye, Chris Mann, Txad Reisser, i Fletcher Sheridan.

## Producció
La pel·lícula va ser revelada per primera vegada a l'abril de 2015 a través de filtracions d'un correu electrònic com a resultat del hackeig a Sony Pictures. L'anunci oficial es va donar el desembre.
El 4 d'agost de 2016 es va anunciar que Will Gluck dirigiria la pel·lícula a partir d'un guió de Gluck i Rob Lieber, amb James Corden interpretant a Peter Rabbit i Rose Byrne interpretant a un personatge d'imatge real. L'anunci també deia que Gluck produiria el film al costat de Zareh Nalbandian d'Animal Logic, qui proveiria els efectes visuals i l'animació.
El 26 de setembre de 2016, Daisy Ridley i Elizabeth Debicki es van unir al repartiment, i la producció d'imatge real es va programar per començar a Sydney, Austràlia el gener de 2017. El 18 d'octubre Domhnall Gleeson es va unir a la pel·lícula com Thomas McGregor, el descendent de l'original Mr. McGregor, i el 24 d'octubre, Margot Robbie es va unir, esperant interpretar a una conilla. El 7 de novembre, Sia es va unir al repartiment com Mrs Tiggy-Winkle.

### Filmació
El 18 de desembre de 2016 va aparèixer una imatge del protagonista al costat del logo de la pel·lícula. La producció va començar al desembre de 2016. Les escenes en acció real van ser rodades al Centennial Park de Sydney. El març de 2017, es va filmar l'Estació Central de Sidney, que va ser representada com l'Estació de Paddington.

## Estrena
Peter Rabbit s'havia d'estrenar el 23 de març de 2018, però hi va haver un canvi i finalment es va estrenar el 9 de febrer de 2018.

### Edició en vídeo
La pel·lícula va ser estrenada en plataformes digitals el 20 d'abril de 2018. L'1 de maig de 2018 es va publicar en format Blu-ray, DVD i 4K.

## Recepció
Peter Rabbit va rebre ressenyes de moderades a positives de part de la crítica i de l'audiència. A la pàgina web Rotten Tomatoes, la pel·lícula va obtenir una aprovació de 62 %, basada en 125 ressenyes, amb una qualificació de 6.8/10, mentre que de part de l'audiència va tenir una aprovació de 59 %, basada en 2769 vots, amb una qualificació de 3.4/5.
Metacritic li va donar a la pel·lícula una puntuació 51 de 100, basada en 26 ressenyes, indicant "ressenyes mixtes". Les audiències enquestades per CinemaScore li van donar una "A-" en una escala de A+ a F, mentre que en el lloc web IMDB els usuaris li han donat una qualificació de 6.6/10, sobre la base de 14 879 vots. A la pàgina FilmAffinity té una qualificació de 5.7/10, basada en 613 vots.

## Seqüela
Columbia Pictures està desenvolupant una seqüela que serà estrenada el 7 de febrer de 2020, que comptarà novament amb Gluck per escriure i dirigir la pel·lícula.